# Nátrium-szulfid
A nátrium-szulfid (képlete: Na2S) egy szervetlen vegyület, a kén-hidrogén nátriumsójának tekinthető. Fehér színű kristályokat alkot. Erősen higroszkópos vegyület. Vízből kilenc molekula kristályvízzel kristályosítható. Vízben jól oldódik, 100 g vízben szobahőmérsékleten 18 grammja oldódik fel.

## Kémiai tulajdonságai
Nedvesség hatására vagy vizes oldatban hidrolizál, az oldat erősen lúgos kémhatású lesz. A hidrolízisekor kén-hidrogén fejlődik, ami a szagáról könnyen felismerhető. Ha kénporral hevítik, nátrium-poliszulfidokká alakul. Ilyen vegyületek például a nátrium-diszulfid (Na2S2), a nátrium-triszulfid (Na2S3) és a nátrium-pentaszulfid (Na2S5). A kén-hidrogén sójának tekinthető, ezért savak hatására kén-hidrogén fejlődik belőle. Jód hatására kén kiválása közben nátrium-jodiddá alakul. A nátrium-szulfid olvadéka megtámadja az üveget, a porcelánt, a kvarcot, de még a platinát is.

## Élettani hatása
A nátrium-szulfid mérgező hatású, mert a szervezetben toxikus kén-hidrogén szabadul fel belőle. Hosszabb érintkezése a bőrrel fekélyeket és ízületi gyulladást okozhat.

## Előállítása
Nátrium-szulfátból állítható elő szénnel való izzítással.
{\displaystyle \mathrm {Na_{2}SO_{4}+4\ C\rightarrow Na_{2}S+4\ CO} }
Az így nyert termék szennyezett, körülbelül 20% vízben oldhatatlan anyagot, szenet és hamut tartalmaz. A képződött nyers olvadékát ezért forró vízben oldják, majd a nátrium-szulfidot kikristályosítják.
Tisztán nátrium-hidroxidból és kén-hidrogénből állítható elő.
{\displaystyle \mathrm {NaOH+H_{2}S\rightarrow NaSH+H_{2}O} }
{\displaystyle \mathrm {NaSH+NaOH\rightarrow Na_{2}S+H_{2}O} }

## Felhasználása
A nátrium-szulfidot a bőriparban a bőr szőrtelenítésére, a vegyiparban redukálószerként, illetve kéntartalmú festékek előállítására alkalmazzák. Felhasználják még a kohászatban is, illetve fényképészetben a fekete-fehér papírképek barnítására (szépia-színezés).